# Natasha Harding
Natasha Marie Harding (Caerphilly; 2 de marzo de 1989) es una exfutbolista galesa. Jugaba como delantera lateral o central en el Aston Villa de la Women's Super League de Inglaterra. Miembro del Club de los 100 de la FIFA, fue internacional con la selección de Gales desde 2008 hasta 2022.

## Trayectoria
Harding comenzó su carrera en la sección femenina del Cardiff City, debutando con el primer equipo en enero de 2007 durante una victoria por 4-0 ante el Newport Strikers en los cuartos de final de la Copa Femenina de Gales. Posteriormente representó al club en la Copa de la UEFA 2007-08.

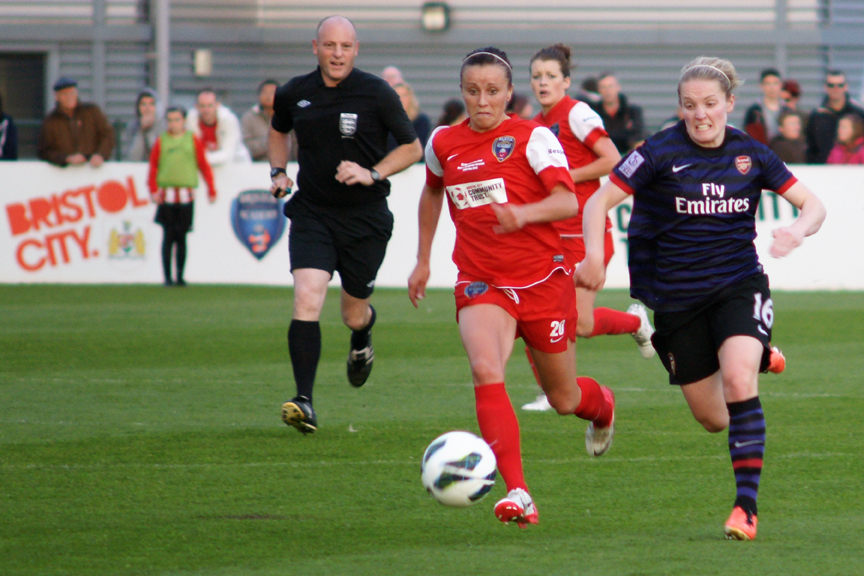
Harding (izquierda) con el Bristol Academy en mayo de 2013.

Pasó a ser capitana de Cardiff City, luego se unió al Bristol Academy (llamado más tarde Bristol City) antes de la temporada 2012 de la WSL inglesa. El entrenador del Bristol, Mark Sampson, dijo sobre Harding: «Tash realmente aportará otra dimensión a nuestro juego de ataque, una delantera que puede jugar desde el hombro y con gran velocidad era algo que nos faltaba la temporada pasada, por lo que nos dará mucha más variación a nuestro juego de ahora en adelante».
Al final de la temporada 2014, fichó por el Washington Spirit de la NWSL estadounidense, pero su traspaso fracasó por problemas con su visa y finalmente se unió al Manchester City.
En enero de 2016, el Manchester City la dejó ir tras haber incorporado a la delantera sueca Kosovare Asllani. Más tarde esa semana fichó por el Liverpool, con quien jugó hasta diciembre de 2017.
El Reading adquirió a la internacional galesa en enero de 2018, dándole el brazalete de capitana desde sus inicios. El 3 de mayo de 2022, el Reading anunció que Harding dejaría el club al final de la temporada.

## Selección nacional
Harding registró 5 partidos para la selección sub-19 de su país en la temporada 2007-08. Debutó con la selección mayor de Gales, a los 19 años, como suplente en la derrota por 2-0 ante Suiza el 8 de mayo de 2008.
Harding anotó sus primeros goles con Gales el 20 de junio de 2012 en un partido de clasificación para la Eurocopa 2013 contra Israel, cuando gritó un hat-trick en la victoria por 5-0 para coronar una buena noche tanto personalmente como para su país.
Como estudiante de la Universidad Metropolitana de Cardiff, Harding fue convocada para representar a Gran Bretaña en las Universiadas de 2011 celebradas en Shenzhen, donde las británicas se ubicaron en novena posición.
El 12 de abril de 2022, jugó su centenar de partidos internacionales con Gales en una victoria por 3-0 ante Kazajistán en la clasificación para la Copa Mundial de 2023.

## Estadísticas

### Clubes
| Club            | País       | Año         |
| --------------- | ---------- | ----------- |
| Cardiff City    | Gales      | 2007 - 2012 |
| Bristol Academy | Inglaterra | 2012 - 2014 |
| Manchester City | Inglaterra | 2015        |
| Liverpool       | Inglaterra | 2016 - 2017 |
| Reading         | Inglaterra | 2018 - 2022 |
| Aston Villa     | Inglaterra | 2022 - 2023 |

## Palmarés

### Títulos nacionales
| Título        | Club         | País  | Año  |
| ------------- | ------------ | ----- | ---- |
| Copa de Gales | Cardiff City | Gales | 2007 |
| Copa de Gales | Cardiff City | Gales | 2008 |
| Copa de Gales | Cardiff City | Gales | 2009 |
| Copa de Gales | Cardiff City | Gales | 2010 |
| Copa de Gales | Cardiff City | Gales | 2012 |

### Distinciones individuales
| Distinción              | Año  |
| ----------------------- | ---- |
| Jugadora Galesa del Año | 2016 |